# Casino de Niederbronn-les-Bains
Le casino de Niederbronn-les-Bains est un établissement de jeu situé dans la station thermale historique de Niederbronn-les-Bains, au nord du département français du Bas-Rhin, à une trentaine de kilomètres de la frontière allemande. Il fait aujourd'hui partie du groupe Barrière.

## Histoire

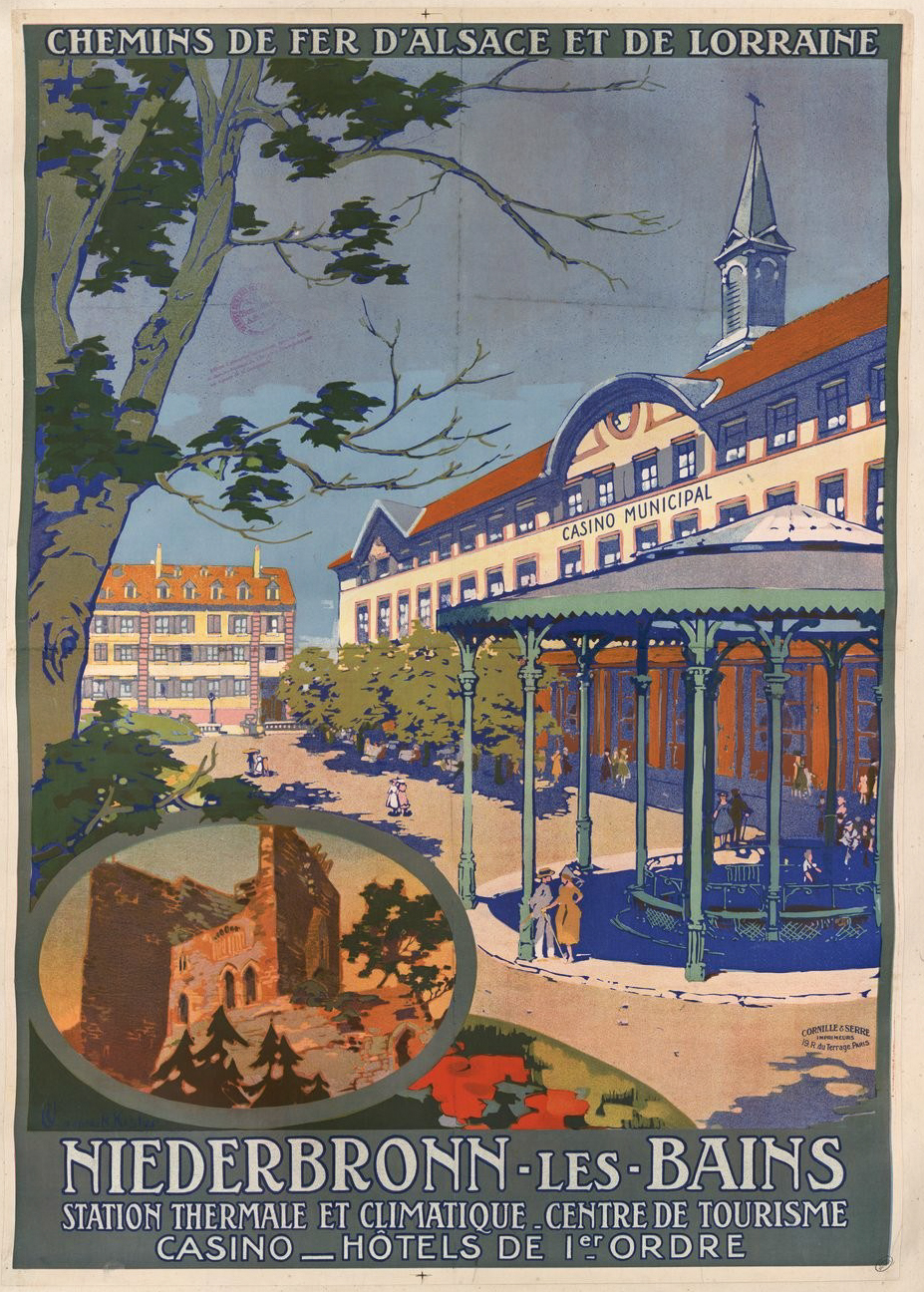
Le casino dans les années 1920 (Chemins de fer d'Alsace et de Lorraine).

Plusieurs sources anciennes désignent d'abord l'établissement de Niederbronn sous le nom de « vauxhall », en référence à ces établissements en vogue à Londres au XVIIIe siècle et peu à peu dans le reste de l'Europe. Puis le terme a vieilli et il a été remplacé par « casino », de consonance italienne.
Niederbronn est la première commune d'Alsace à profiter de l'ouverture des jeux de casinos – non sans quelques difficultés. En 1921 une première société fermière au capital de 500 000 francs est créée, mais le commissaire général de Strasbourg, sur avis du conseil consultatif, refuse d'accorder les autorisations pour l'installation des salles de jeux. Cependant le syndicat d'initiative poursuit ses efforts et obtient le classement de Niederbronn comme « station hydrominérale » le 7 juillet 1926. La demande est alors acceptée par le ministère de l'intérieur et le président de la république avant la fin de l'année 1926. les autorisations nécessaires sont octroyées en 1927 et une nouvelle société fermière du casino est fondée.
Au début des années 1930, le casino de Niederbronn-les-Bains accueille plusieurs fois par semaine des représentations musicales d'artistes locaux et internationaux. La station Radio Strasbourg, à cette époque, tentait de conquérir de nouveaux publics en retransmettant des représentations qui se déroulaient non loin de Strasbourg. Celle-ci diffusait à plusieurs reprises chaque semaine les musiques jouées par des orchestres venues de la région et d'ailleurs pour profiter de la notoriété du casino pour se faire connaître.

## Infrastructures
Outre les salles de jeux, le casino accueille un restaurant et un bar, rénové en 2015, ainsi qu'un hôtel et un auditorium.
Le groupe Lucien Barrière a annoncé, en juillet 2015, la fin des travaux de rénovation du casino après neuf mois de chantier. Le casino dispose désormais d'un espace Lounge. Ces travaux entre dans le cadre du plan de rénovation des casinos du groupe qui vise à moderniser ses établissements l'un après l'autre afin de répondre au mieux aux besoins actuels des joueurs.